# Língua de sinais da Namíbia
A Língua de Sinais da Namíbia (em Portugal: Língua Gestual da Namíbia) é a língua de sinais (pt: língua gestual) usada pela comunidade surda da Namíbia.